# Католицька енциклопедія (2002—2013)
«Католи́цька енциклопе́дія» (рос. Католическая энциклопедия) — спеціалізована енциклопедія російською мовою, присвячена католицтву. Енциклопедія всебічно описує Католицьку церкву; також містить статті, присвячені різним аспектам світової культури, пов'язаним з Католицькою церквою, і статті про інші християнські Церкви і нехристиянські релігії та філософські вчення. Значний шар статей присвячений історії Католицької церкви в Росії.
Редакційно-видавнича рада енциклопедії був сформований 24 вересня 1996 року декретом архієпископа-митрополита Тадеуша Кондрусевича. Він же став головою опікунської ради, до якої в різні роки входили кардинали Франческо Коласуонно, Адам Майда, Поль Пупар, нунцій Антоніо Менніні та інші високопоставлені католицькі ієрархи. Громадсько-наукову раду очолив директор Державної публічної історичної бібліотеки Росії М. Д. Афанасьєв.
Як заявлено в передмові редакційної колегії до першого тому:
|  | Католицька Енциклопедія є першим універсальним довідковим виданням російською мовою, що містить інформацію про Католицьку Церкву — її устрій, історію, богослов'я, літургіку, канонічне право, соціальне вчення, агіографії тощо. Крім того, Енциклопедія висвітлює різні аспекти світової культури, що сформувалися в руслі католицької традиції або під її впливом. |

Енциклопедія включає більше 5500 статей, а також близько 3000 чорно-білих і кольорових ілюстрацій. Спочатку планувалося об'єднати їх в чотири томи, згодом було прийнято рішення видати додатковий п'ятий том для латиномовних термінів і понять. Авторський колектив енциклопедії вже налічує кілька сотень людей.
У 2002 році був випущений перший том енциклопедії. 21 березня 2002 року відбулася презентація першого тому в Москві, а 23 квітня того ж року — в Римі. Папа Іван-Павло II присвятив виходу у світ першого тому російськомовної Католицької енциклопедії спеціальне звернення і прийняв на аудієнції редакційний колектив.
Під час роботи над другим томом трагічно загинув в автокатастрофі голова редакційно-видавничої ради францисканець о. Григорій Церох. Його змінив на цій посаді історик В. Л. Задворний.
Другий том вийшов у 2005 році. Російська презентація відбулася 13 квітня, 19 жовтня 2005 року він був представлений Папі Бенедикту XVI, 20 жовтня відбулася римська презентація тому. Ще один примірник перших двох томів російськомовної Католицької енциклопедії Бенедикт XVI отримав від Президента Росії В. В. Путіна в ході його офіційного візиту в Ватикан в березні 2007 року.
Третій том вийшов у 2007 році, четвертий том — у 2011 році. Останній, п'ятий том енциклопедії вийшов наприкінці листопада 2013 року.

## Томи
- Том 1 (А—З). — г. Москва, 2002 г. — ISBN 5-89208-037-4 (рос.)
- Том 2 (И—Л). — г. Москва, 2005 г. — ISBN 5-89208-054-4 (рос.)
- Том 3 (М—П). — г. Москва, 2007 г. — ISBN 978-5-91393-016-3 (рос.)
- Том 4 (Р—Ф). — г. Москва, 2011 г. — ISBN 978-5-89208-096-5 (рос.)
- Том 5 (Х—Я, A—W). — г. Москва, 2013 г. — ISBN 978-5-89208-114-6 (рос.)